# Loeseneriella rowlandii
Loeseneriella rowlandii är en benvedsväxtart som först beskrevs av Ludwig Eduard Theodor Loesener, och fick sitt nu gällande namn av N. Hallé. Loeseneriella rowlandii ingår i släktet Loeseneriella och familjen Celastraceae. Inga underarter finns listade.